# Didiciea
Didiciea é um género botânico pertencente à família das orquídeas (Orchidaceae).

## Outras referências
- L. Watson and M. J. Dallwitz, The Families of Flowering Plants, Orchidaceae Juss.